# Parafia św. Marii Magdaleny w Leźnicy Małej
Parafia św. Marii Magdaleny w Leźnicy Małej – parafia rzymskokatolicka należąca do dekanatu Łęczyca w diecezji łowickiej. Erygowana w XV w. Od 2023 roku proboszczem parafii jest ks. Wojciech Kluska.
Do parafii należą wierni z miejscowości: Borów, Bronno, Janków, Leźnica Mała, Parcel, Podłęże i Wąkczew.